# Kostel svatého Marka (Těchobuz)
Kostel svatého Marka se nachází v centru obce Těchobuz, nedaleko zámku, Galerie Bernarda Bolzana, zvonice a obecního úřadu. Okolo prochází trasa NS Po pamětihodnostech Těchobuze. Kostel zasvěcený svatému Markovi je chráněn jako kulturní památka České republiky.

## Historie
První písemná zmínka o kostele pochází z mešní knihy přibližně z roku 1338 či 1365. V 17. století prošel přestavbou do nynější podoby, v roce 1603 ještě přibyla oddělená zvonice. Během svého působení v Těchobuzi v něm sloužil ranní mše Bernard Bolzano. Kromě toho zdejším obyvatelům předčítal z novin, besedoval s nimi a také se jim snažil pomáhat v řešení jejich sociálních problémů. Ve 20. století prošla šindelová střecha několika rekonstrukcemi. Od druhé poloviny téhož století není kostel využíván k bohoslužbám a je téměř bez interiéru. Při další rekonstrukci v roce 1989 byla střecha pokryta měděným plechem. V letech 1993 a 1994 prošla opravou venkovní fasáda. Na začátku 21. století se v prostorách kostela konaly koncerty a štědrovečerní setkání obyvatel obce. Zároveň probíhala jednání o převodu z majetku farnosti do rukou obce.

## Popis
Jedná se o jednolodní barokní stavbu na půdorysu obdélníka s pravoúhlým presbytářem, po jehož pravé straně byla vystavěna čtvercová sakristie a v patře oratoř. Západní průčelí kostela zakončuje volutový štít. Hlavní oltář a kazatelna jsou v klasicistním stylu a pocházejí z poloviny 19. století. Na pravé straně kostelní lodi se nachází náhrobník Antonína z Těchobuze. Až do počátku 19. století se v okolí kostela rozkládal hřbitov, později přesunutý k silnici do Velkého Ježova.